# Tom Nalen
Thomas Andrew Nalen (* 29. Mai 1971 in Foxborough, Massachusetts) ist ein ehemaliger American-Football-Spieler. Sein Team sind die Denver Broncos, bei denen er als Center spielte. Nalen trug die Nummer 66. Seine professionelle Football-Karriere begann im Jahr 1994. Er wurde in der siebten Runde der Drafts an der Position 218. ausgewählt. 
Nalen wurde fünfmal in die Pro Bowl gewählt und gewann mit den Broncos zwei Super Bowls. Nach der Saison 2008/2009 gab er seinen Rücktritt vom Profisport bekannt, nachdem er verletzungsbedingt bereits seit Oktober 2007 nicht mehr gespielt hatte.